# Parafia św. Józefa w Komańczy

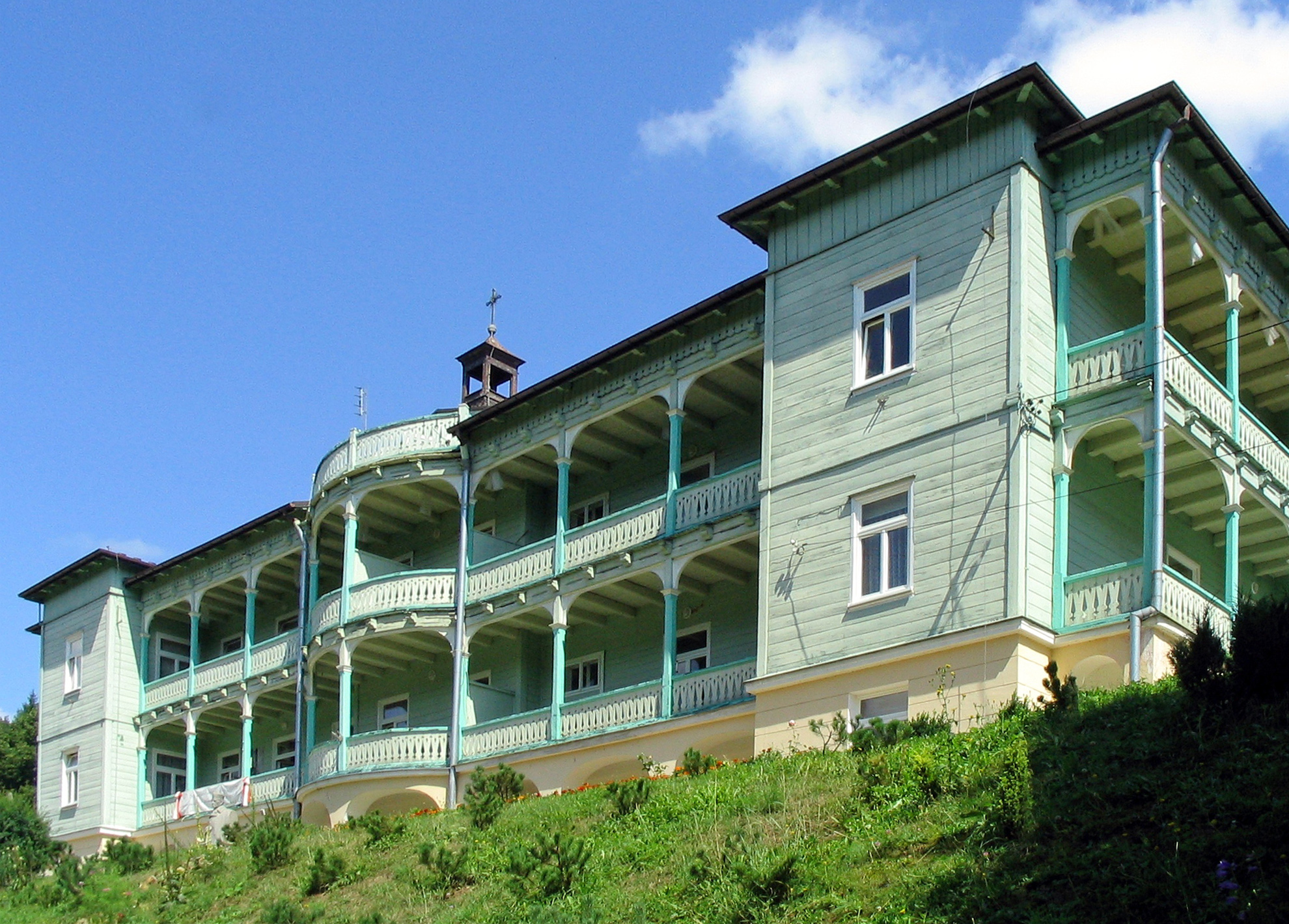
Klasztor Nazaretanek w Komańczy

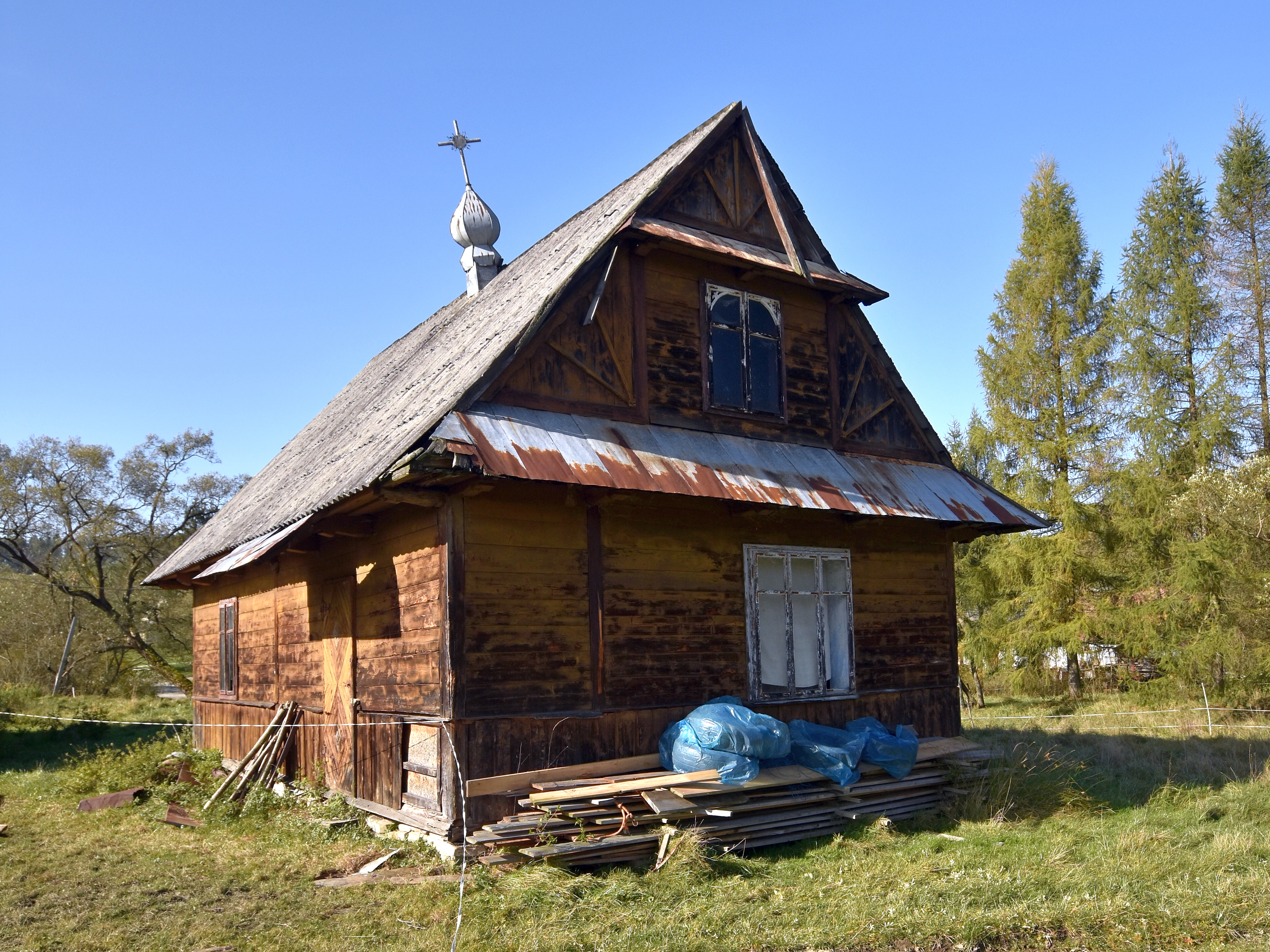
Dawna kaplica w Dołżycy

Parafia św. Józefa w Komańczy – parafia rzymskokatolicka znajdująca się w archidiecezji przemyskiej w dekanacie Rzepedź.

## Historia
W 1904 roku w Komańczy podjęto decyzję o budowie kaplicy, a w 1914 roku rozpoczęto jej budowę. W połowie lat 20. XX wieku rozpoczęto budowę drewnianego kościoła z fundacji hr. Stanisława Potockiego. 30 października 1927 roku kościół został konsekrowany pw. św. Józefa. 
4 listopada 1927 roku dekretem bpa Anatola Nowaka została erygowana parafia z wydzielonego terytorium parafii Bukowsko. W skład parafii wówczas weszły miejscowości: Komańcza, Czystohorb, Dołżyca, Duszatyn, Jawornik, Mików, Osławica, Prełuki, Rzepedź, Radoszyce, Szczawne, Turzańsk, Balnica, Łupków, Maniów, Wola Michowa, Szczerbanówka, Smolnik, Solinka, Roztoki Górne, Zubeńsko.
W latach 1929–1931 krakowska prowincja Zgromadzenia Sióstr Najświętszej Rodziny z Nazaretu, zbudowała drewniany dwupiętrowy pensjonat w stylu szwajcarskim, według projektu arch. Józefa Nadziakiewicza. Pensjonat był przeznaczony na klasztor Nazaretanek i dom zdrojowy. 
W latach 1940–1944 na plebanii urządzono posterunek ukraińskiej policji. W trakcie nadejścia frontu wschodniego 22 września 1944 podczas radzieckiego ataku lotniczego spłonął kościół i plebania. W latach 1944–1957 nabożeństwa parafialne odbywały się w kaplicy klasztornej sióstr Nazaretanek pw. św. Teresy od Dzieciątka Jezus. W latach 1948–1950 zbudowano obecny kościół, według projektu arch. Władysława Podwapińskiego. 7 lipca 1957 roku kościół został poświęcony.
We wrześniu 1952 i sierpniu 1953 roku, dwukrotnie w Komańczy msze święte odprawiał ks. Karol Wojtyła podczas wędrówek turystycznych z młodzieżą.
Od 29 października 1955 do 28 października 1956 roku w klasztorze Nazaretanek był internowany prymas Stefan Wyszyński. 
Na terenie parafii jest 495 wiernych (w tym: Komańcza – 380, Dołżyca – 40, Prełuki – 9, Radoszyce – 75).
Proboszczowie parafii
1927–1932. ks. Ignacy Jarek.
1932–1934. ks. Władysław Albin Selwa.
1934–1939. ks. Rudolf Niemczycki.
1940–1978. ks. prał. Stanisław Porębski.
1978–1984. ks. prał. Bolesław Burek
1984–1989. ks. Stanisław Prucnal.
1989–1996. ks. Henryk Lorenc.
1996–2003. ks. Czesław Dec.
2003. ks. Janusz Klamut.
2003–2008. ks. Marian Szumigraj.
2008–2015. ks. Jacek Czerkas.
2015–2017. ks. Dariusz Styrna.
2017– nadal ks. Adam Liwacz.

## Kościoły filialne
- Radoszyce – W 1866 roku została zbudowana cerkiew greckokatolicka pw. św. Dymitra, a w 1872 roku konsekrowana. W 1947 roku po wysiedleniu miejscowych grekokatolików wojsko zrabowało kielichy, szaty liturgiczne i dzwony.

W 1948 roku cerkiew została przejęta przez parafię rzymskokatolicką w Komańczy. W 1961 roku cerkiew została zamknięta przez władze państwowa. W 1966 roku wierni samowolnie ją otworzyli i ponownie odprawiano nabożeństwa. W 1971 roku parafia otrzymała zezwolenie na remont i użytkowanie cerkwi. W 1979 roku cerkiew została zaadaptowana na kościół filialny i rozpoczęto odprawianie niedzielnych mszy świętych.
- Dołżyca – W 2001 roku rozpoczęto budowę murowanego kościoła filialnego, który 14 września 2005 roku został poświęcony pw. bł. Edmunda Bojanowskiego, przez abpa Józefa Michalika[12].

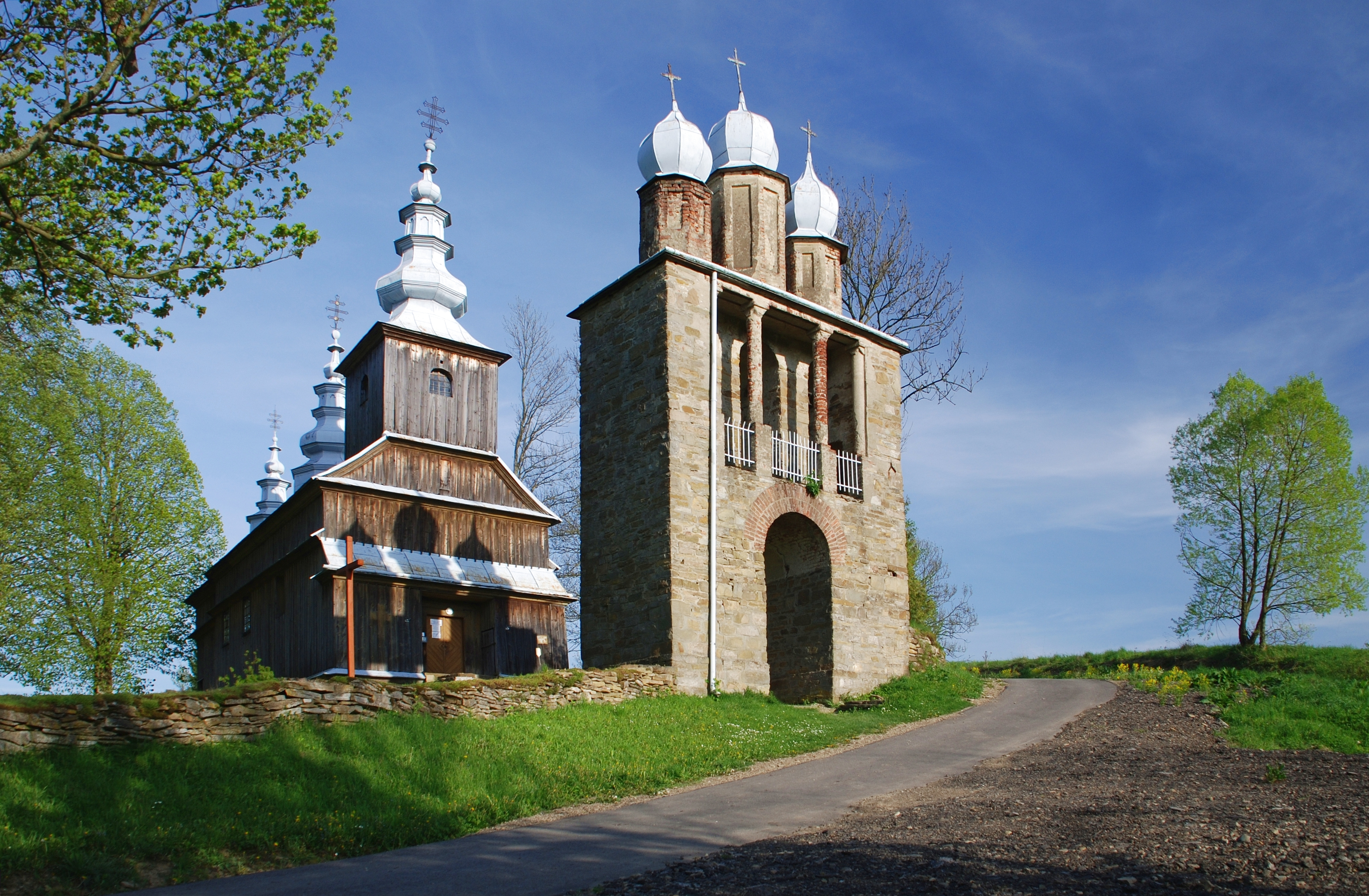
Kościół filialny pw. Matki Bożej Wspomożycielki w Radoszycach (dawna cerkiew)
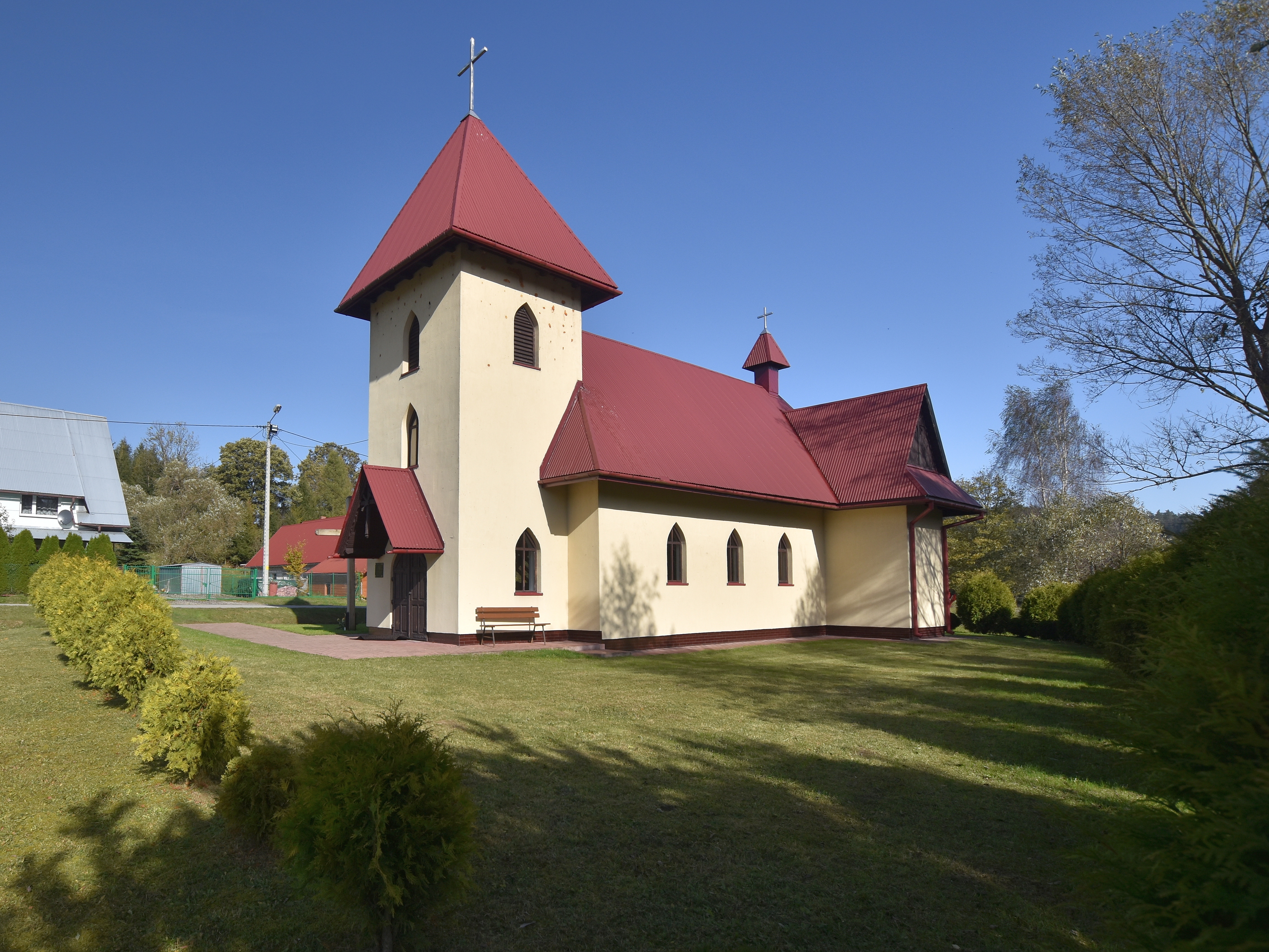
Kościół filialny bł. Edmunda Bojanowskiego w Dołżycy